# The Mothman Prophecies (película)
The Mothman Prophecies (El mensajero de la oscuridad en Hispanoamérica, Mothman: la última profecía en España) es una película de 2002 dirigida por Mark Pellington, adaptación de la obra de 1975 del mismo nombre del investigador, escritor y periodista forteano John Keel. Está protagonizada por Richard Gere como John Klein, un reportero que investiga la leyenda del hombre polilla.
La película está basada en eventos reales que ocurrieron entre noviembre de 1966 y diciembre de 1967 en Point Pleasant, Virginia Occidental. El protagonista está basado en una persona real llamada Woodrow Derenberger.

## Sinopsis
John Klein es un reportero de Washington D. C., cuya vida cambia súbitamente cuando él y su esposa, Mary tienen un accidente automovilístico. Aunque ella sufre de una herida no mortal, su tomografía muestra un tumor cerebral diagnosticado como glioblastoma. Poco después de su muerte, John descubre una colección de dibujos crípticos, hechos por Mary, de una criatura extraña que ella vio la noche del accidente.
Dos años después, mientras conducía hacia Richmond (Virginia), John se extravía e inexplicablemente se encuentra cinco horas fuera de curso, arribando al pequeño pueblo de Point Pleasant, en Virginia Occidental. Pronto se inmiscuye en las historias personales de los residentes y en una cadena de misteriosos eventos, pues los pueblerinos informan de extraños encuentros sobrenaturales, junto con luces raras y llamadas por teléfono.
Con la ayuda de la alguacil Connie Mills, John comienza a investigar. Determina que el vínculo común es una criatura aparentemente sobrenatural conocida como Mothman (hombre polilla), cuyas apariciones parecen predecir eventos desastrosos. Las cosas se ponen aterradoras cuando John cae en cuenta de las misteriosas conexiones entre los dibujos de su esposa, los relatos de testigos de Mothman y llamadas telefónicas de una entidad de otro mundo y aparentemente malévola llamada Indrid Cold.
Mothman se convierte en una obsesión personal para Klein. Después, se encuentra con un experto en el tema, Alexander Leek, quien lo convence de que puede haber una tragedia aguardando para el pequeño pueblo. Y pronto, de hecho, la hay.

## Reparto
- Richard Gere como John Klein.
- Laura Linney como Connie Mills.
- Alan Bates como Alexander Leek.
- Debra Messing como Mary Klein.
- Will Patton como G

El Director del film realiza un cameo como barman.

## Recepción
La película recibió críticas mixtas. Roger Ebert le dio dos estrellas de cuatro, llamándola "desenfocada" e inestable.